# Церква Преображення Господнього (Перемишль)
Церква Преображення Господнього, також церква Спаса — православна, а згодом греко-католицька культова споруда у Перемишлі. Розташовувалася в районі Гарбарі до середини XVIII століття. При церкві діяв однойменний Спаський монастир.

## Історичні відомості
Вперше згадується під 1291 році у грамоті князя Лева, в якій він надає їй село Страшевичі, медові та винні десятини тощо. Не дивлячись на сумніви, висловлені вченими у достовірності більшості із відомих грамот князя Лева, даний документ може свідчити про походження споруди із княжих часів.
У 1616 році відома згадка про конфлікт провізорів Преображенської церкви із провізорами латинського шпиталю про каплиці св. Валентія. В цей період при Преображенській церкві знаходилась лікарня та монастир, у якому проживав перший унійний перемиський єпископ Атанасій Крупецький.
У 1748 році споруда згоріла.